# Denpa (műhold)
Denpa (Radio Exploration Satelite – REXS) Japán rádiókutatási műholdja.

## Küldetés
Feladata a Nap rádiósugárzásának mérése, ionoszféra megfigyelése, elektronok és ionok fluxusának regisztrálása.

## Jellemzői
A Tokiói Egyetem tervei alapján készült tudományos műhold. A NASDA (National Space Development Agency/Japán Nemzeti Űrfejlesztési Hivatal) és az ISAS (japánul: 宇宙 科学研究 本部/Institute of Space and Astronautical Science/Japán Űr- és Asztronautikai Intézmény) együttműködésével üzemeltették.
1972. augusztus 19-én a Kagosimai ISAS űrközpontból (Kagosima Space Center) egy Mu–4S hordozórakétával állították magas Föld körüli pályára (HEO = High-Earth Orbit).
Megnevezései: Dempa; Dempa (COSPAR: 1972-064A); Radio Exploration Satellite (REXS); Scientific Satellite (SS–2). Kódszáma: SSC 6152.
Az űreszköz alakja nyolcszögű hasáb, átmérője 71, magassága 68 centiméter, hasznos tömege 75 kilogramm. Mechanikusan (giroszkóp) stabilizált. A műhold rendelkezett magnetométerrel, rádióemisszió mérővel, ionoszféra összetételét mérő műszerrel, elektronok és ionok fluxusának regisztrálását biztosító eszközzel. Technikai elemei – telemetria adó, a  Command vevő és dekódoló, a mágnesszalagos adatrögzítő. Az űreszköz villamos energiáját napelemtáblák, éjszakai (földárnyék) energia ellátását ezüst-cink akkumulátorok biztosították. S-sávú telemetria adóval rendelkezett. Elősegítette az optikai és elektronikus (radar) megfigyelést. Augusztus 22-én technikai okok miatt befejezte aktív működését. Az orbitális egység pályája 156,9 perces, 31 fokos hajlásszögű, elliptikus pálya perigeuma 240 kilométer, az apogeuma 6300 kilométer volt.
1980. május 19-én 29 390 napot (8,47 év) követően belépett a légkörbe és megsemmisült.